# EP2K型电力机车

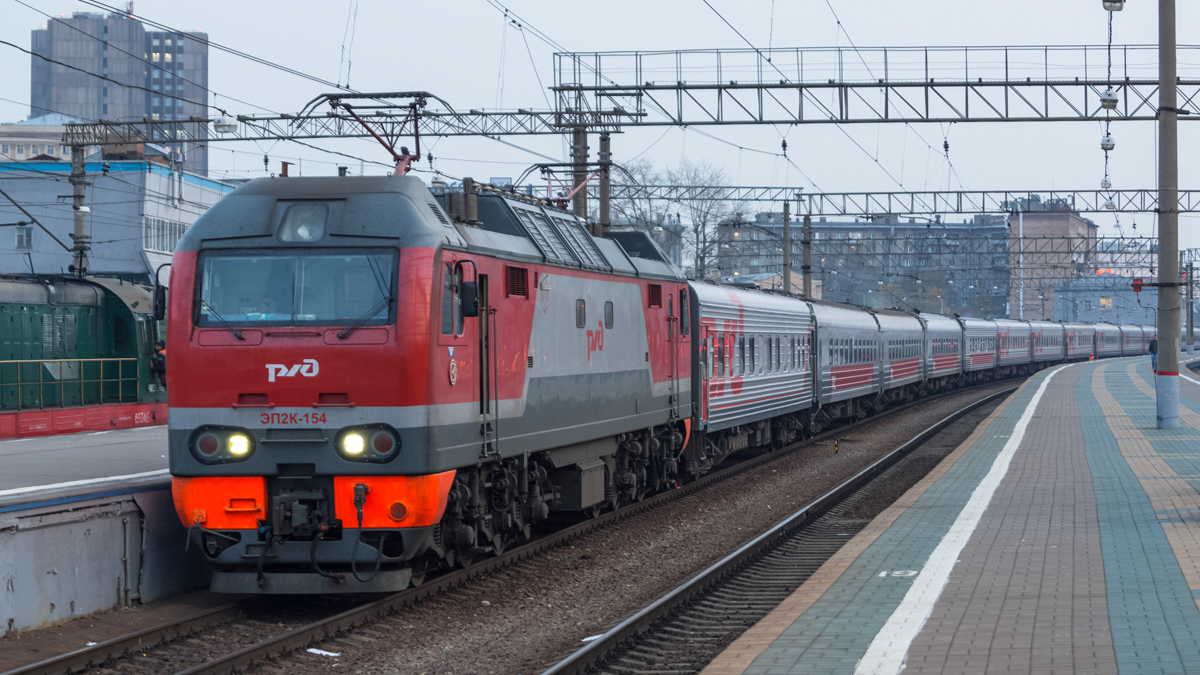
牵引特维尔厂制客车（维亚特卡号列车）的EP2K

EP2K型电力机车（俄語：ЭП2К）是俄罗斯铁路的新型干线客运电力机车车型之一，适用于供电制式为3000伏直流电的电气化铁路，由俄罗斯运输机械控股集团旗下的科洛姆纳工厂和诺沃切尔卡斯克电力机车厂设计制造。
为了替换日渐老化的ChS2、ChS2T型客运电力机车，科洛姆纳工厂于2003年开始为俄罗斯铁路股份公司研制新型直流客运电力机车，并于2006年成功试制首台EP2K型电力机车。机车机械结构部分由科洛姆纳工厂设计制造，而电气设备部分由诺沃切尔卡斯克电力机车厂提供。EP2K型电力机车为直流电传动六轴客运电力机车，小时功率为4800千瓦，持续功率为4320千瓦，最高运行速度为160公里/小时，可在任何气候条件下的陡坡线路上牵引19～22辆长大编组的快速旅客列车。其转向架的设计源自TEP70BS型柴油机车，并采用了与E5K型电力机车相同的微机控制系统。

## 参看
- TEP70型柴油机车
- 2ES4K型电力机车
- E5K型电力机车